# بزرگ‌سیب
بزرگ‌سیب(نام علمی: Macropoma) نام یک سرده از تیره تهی‌خاران است.